# Chính sách thị thực của Campuchia
Du khách đến Campuchia phải xin thị thực trừ khi họ đến từ một trong những quốc gia được miễn thị thực. Tất cả du khách phải có hộ chiếu còn hiệu lực ít nhất 6 tháng và một trang trống.

## Bản đồ chính sách thị thực

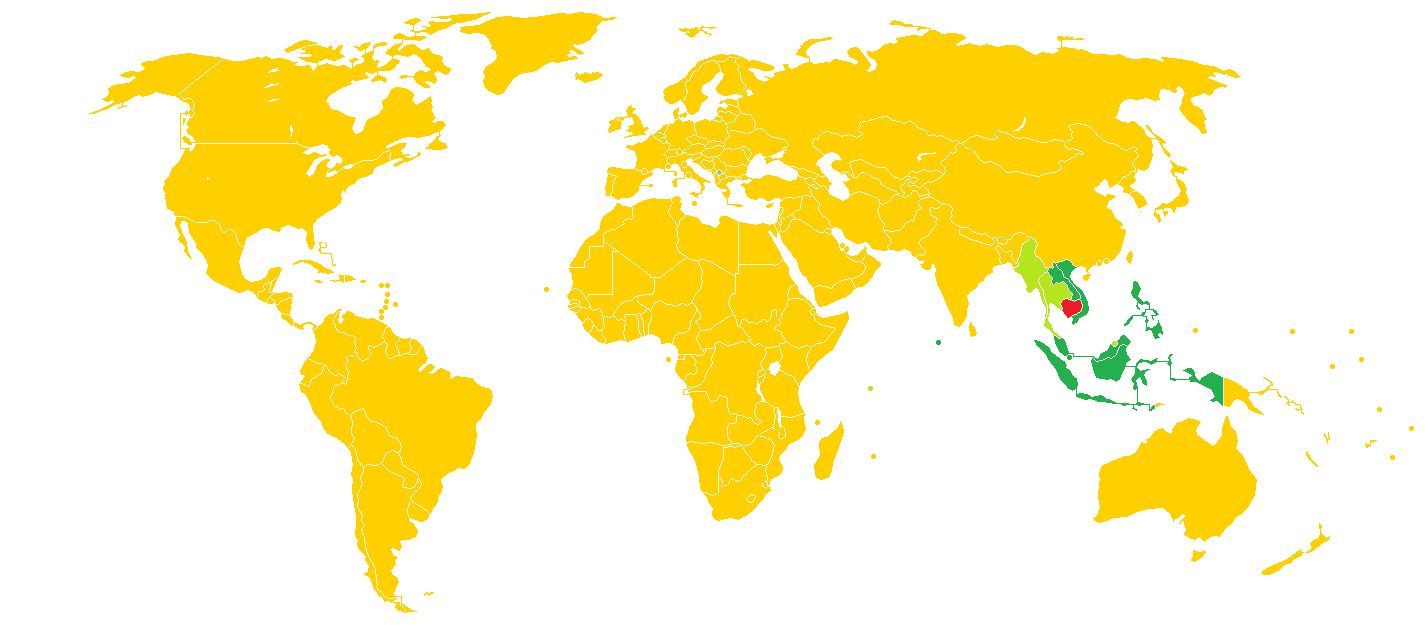
Chính sách thị thực Campuchia
Campuchia
Miễn thị thực - 30 ngày
Miễn thị thực - 21 ngày
Miễn thị thực - 14 ngày
Miễn thị thực với hộ chiếu ngoại giao hoặc công vụ
Thị thực tại cửa khẩu hoặc thị thực điện tử
Cần xin thị thực từ trước

## Miễn thị thực
Người sử hữu hộ chiếu phổ thông của các quốc gia sau không cần thị thực để đến Campuchia lên đến 30 ngày (trừ khi có chú thích):
| - Indonesia - Lào - Malaysia - Philippines (21 ngày) - Singapore - Thái Lan (14 ngày) - Việt Nam |

Người sở hữu hộ chiếu ngoại giao hoặc công vụ của Belarus, Brasil, Brunei, Bulgaria, Trung Quốc, Cuba, Ecuador, Hungary, India, Indonesia, Iran, Nhật Bản, Lào, Malaysia, Mông Cổ, Myanmar, Peru, Philippines, Nga, Seychelles, Singapore, Slovakia, Hàn Quốc, Thái Lan và  Việt Nam không cần thị thực để đến Campuchia.
Trong tháng 7 năm 2015 đại diện ngành công nghiệp du lịch của Campuchia đã đề nghị chế độ miễn thị thực rộng hơn để đáp ứng với hành động tương tự của các quốc gia lân cận.

## Thị thực tại cửa khẩu

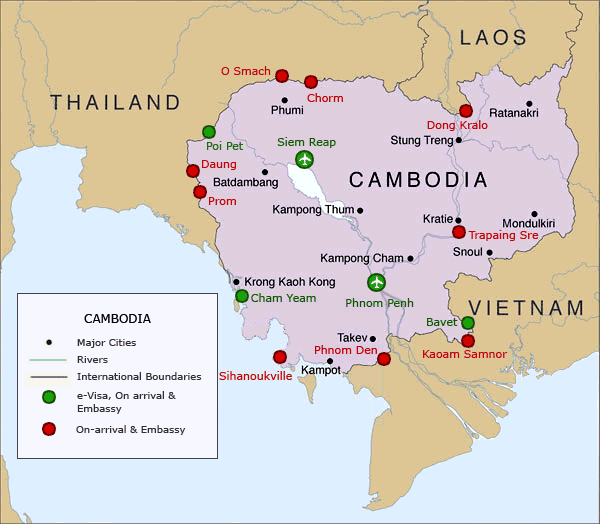
Bản đồ điểm quản lý nhập cảnh Campuchia of mà có chấp nhận thị thực điện tử hoặc thị thực tại cửa khẩu
[https://www.google.com/maps/d/edit?mid=zn2lpfogc40k.kzJfqZZhASyI Interactive map

Công dân của hầu hết các quốc gia đều có thể xin thị thực tại cửa khẩu để du lịch (30 đô la Mỹ) hoặc công tác (35 đô la Mỹ), tối đa 30 ngày. Có thể gia hạn.

## Thị thực điện tử
Du khách đến Campuchia có thể xin Thị thực điện tử với 37 đô la Mỹ. Nó cho phép nhập cảnh một lần và có thể ở tối đa 30 ngày với mục đích du lịch.
Thị thực điện tử không áp dụng với các quốc gia:
| - Afghanistan - Algérie - Bangladesh - Iran - Iraq | - Nigeria - Pakistan - Ả Rập Xê Út - Sri Lanka - Sudan |

Người sở hữu thị thực điện tử có thể đến quốc gia này qua các cửa khẩu:
- Sân bay quốc tế Phnôm Pênh
- Sân bay quốc tế Xiêm Riệp
- Cham Yeam (tỉnh Koh Kong) (từ Thái Lan)
- Poi Pet (tỉnh Banteay Meanchey) (từ Thái Lan)
- Bavet (tỉnh Svay Rieng) (từ Việt Nam)

Người sở hữu thị thực điện tử có thể xuất cảnh ở bất cứ nơi xuất cảnh nào.

## Quá cảnh
Hành khách quá cảnh mà tiếp tục bay bằng máy bay vừa đưa mình tới không cần thị thực để quá cảnh qua sân bay quốc tế Phnôm Pênh.

## Yêu cầu nhập cảnh
Chuyến đi trong ngày (đến và đi cùng ngày) không được cho phép từ khi họ đến và đi qua Sân bay quốc tế Phnôm Pênh. Yêu cầu vé máy bay lượt về áp dụng cho công dân của các quốc gia Afghanistan, Algérie, Bangladesh, Iran, Iraq, Pakistan, Ả Rập Xê Út, Sri Lanka và Sudan.

## Thống kê
Hầu hết du khách đến Campuchia đều đến từ các quốc gia sau:
| Quốc gia       | 2016      | 2015      | 2014      | 2013      | 2012      | 2011      | 2010      |
| -------------- | --------- | --------- | --------- | --------- | --------- | --------- | --------- |
| Việt Nam       | 959.663   | 987.792   | 905.801   | 854.104   | 763.136   | 614.090   | 514.289   |
| Trung Quốc     | 830.003   | 694.712   | 560.335   | 463.123   | 333.894   | 247.197   | 177.636   |
| Thái Lan       | 398.081   | 349.908   | 279.457   | 221.259   | 201.422   | 116.758   | 149,108   |
| Lào            | 369.335   | 405.359   | 460.191   | 414.531   | 254.022   | 128.525   | 92.276    |
| Hàn Quốc       | 357.194   | 395.259   | 424.424   | 435.009   | 411.491   | 342.810   | 289.702   |
| Hoa Kỳ         | 238.658   | 217.510   | 191.366   | 184.964   | 173.076   | 153.953   | 146.005   |
| Nhật Bản       | 191.577   | 193.330   | 215.788   | 206.932   | 179.327   | 161.804   | 151.795   |
| Vương quốc Anh | 159.489   | 154.265   | 133.306   | 123.919   | 110.182   | 104.052   | 103.067   |
| Malaysia       | 152.843   | 149.389   | 144.437   | 130.704   | 116.764   | 102.929   | 89.952    |
| Pháp           | 150.294   | 145.724   | 141.052   | 131.486   | 121.175   | 117.408   | 113.285   |
| Úc             | 146.806   | 134.748   | 134.167   | 132.028   | 117.729   | 105,010   | 93,598    |
| Đức            | 108.784   | 94.040    | 84.143    | 81.565    | 72.537    | 63.398    | 62.864    |
| Philippines    | 108.032   | 84.677    | 93.475    | 118.999   | 97.487    | 70.718    | 56.156    |
| Đài Loan       | 104.765   | 109.727   | 97.528    | 96.992    | 92.811    | 98.363    | 91.229    |
| Singapore      | 70.556    | 67.669    | 65.855    | 57.808    | 53.184    | 47.594    | 45.079    |
| Canada         | 60.715    | 56.834    | 52.264    | 50.867    | 47.829    | 42.462    | 38.718    |
| Nga            | 53.164    | 55.500    | 108.601   | 131.675   | 99.750    | 67.747    | 34.170    |
| Indonesia      | 48.771    | 43.147    | 35.655    | 28.199    | 22.544    | 15.817    | 12.636    |
| Tổng           | 5.011.712 | 4.775.231 | 4.502.775 | 4.210.165 | 3.584.307 | 2.881.862 | 2,508,289 |